# Fokföldi varjú
A fokföldi varjú (Corvus capensis) a madarak osztályának verébalakúak (Passeriformes) rendjébe és a varjúfélék (Corvidae) családjába tartozó faj.

## Rendszerezése
A fajt Martin Hinrich Carl Lichtenstein német ornitológus írta le 1823-ban.

## Alfajai
- Corvus capensis kordofanensis (Laubmann, 1919) - Szudán, Eritrea, Etiópia, Szomália, Kenya, Uganda és Tanzánia
- Corvus capensis capensis (Lichtenstein, 1823) - Angola, Zambia, Zimbabwe, Malawi, Mozambik és a Dél-afrikai Köztársaság [2]

## Előfordulása
Kelet- és Dél-Afrikában honos. Természetes élőhelyei a szubtrópusi vagy trópusi gyepek, szavannák és cserjések, tavak, folyók és patakok környékén, sziklás környezetben, valamint ültetvények és szántóföldek. Állandó, nem vonuló faj.

## Megjelenése
Testhossza 50 centiméter, testtömege 410-697 gramm.

## Életmódja
Magvakkal és gerinctelenekkel táplálkozik.

## Szaporodása
Fészkét fára építi és oda rakja le 3-4 tojását.

## Természetvédelmi helyzete
Az elterjedési területe rendkívül nagy, egyedszáma pedig növekszik. A Természetvédelmi Világszövetség Vörös listáján nem fenyegetett fajként szerepel.